# Sopot (Bulgarien)

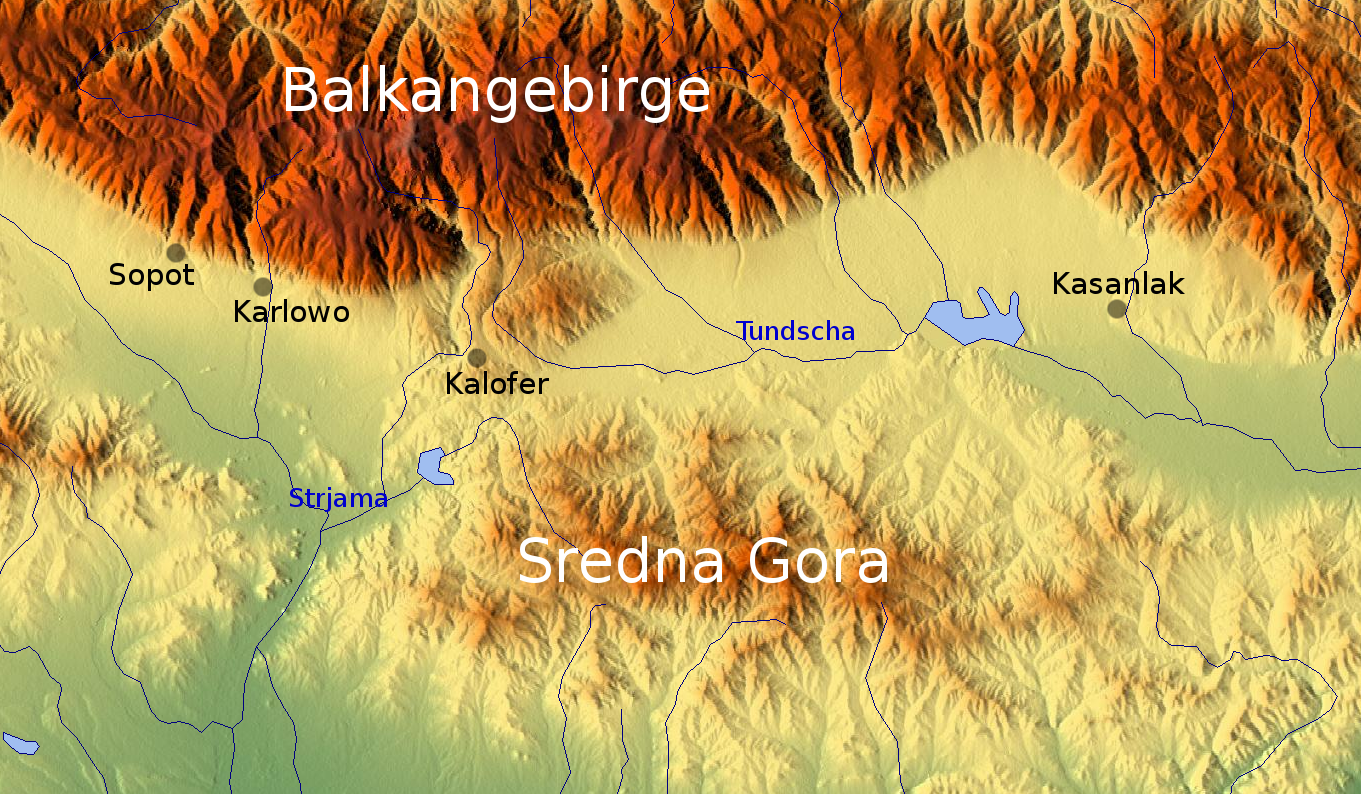
Sopot im westlichen Teil des Rosentals

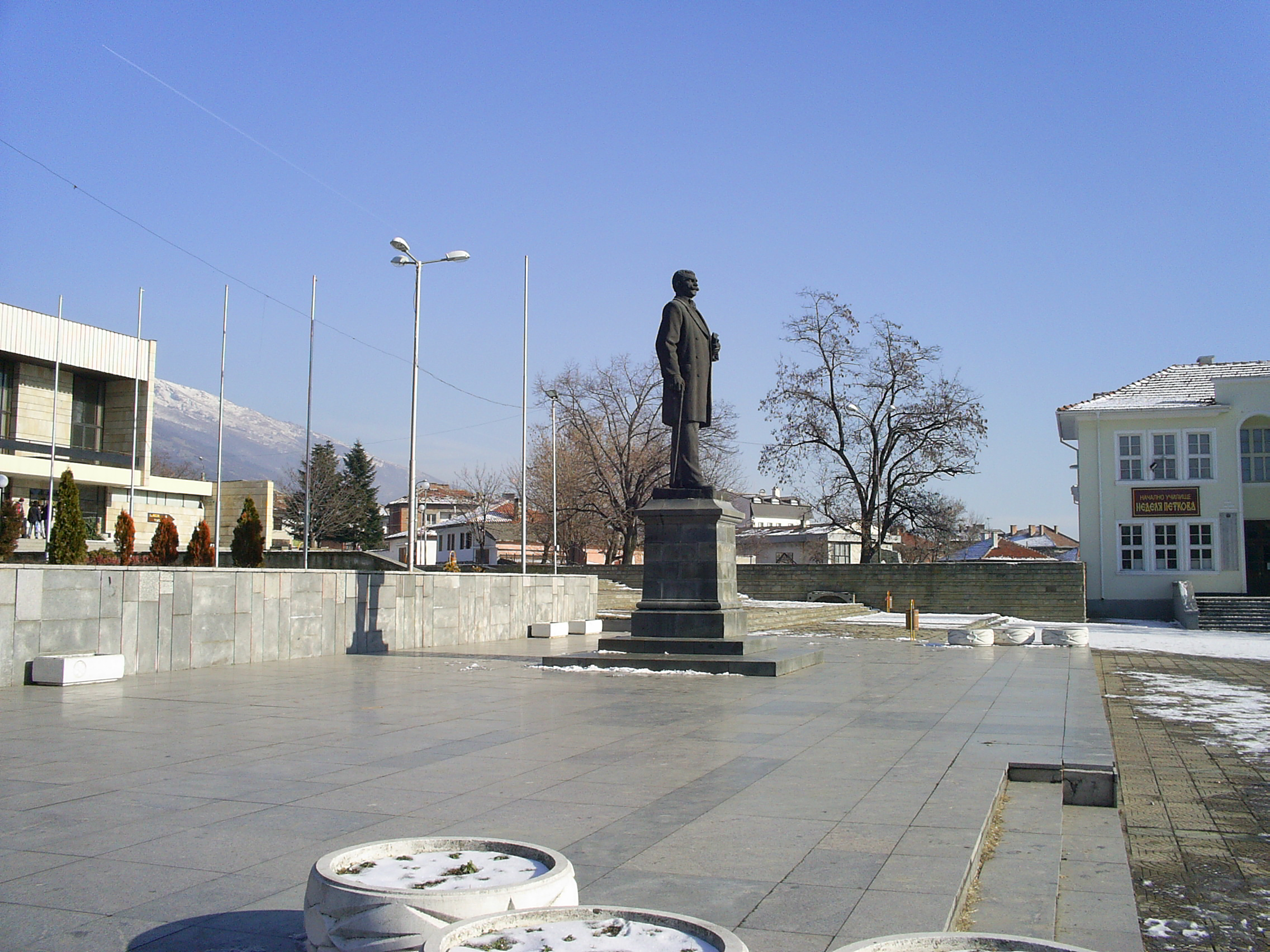
Iwan-Wasow-Denkmal in Sopot

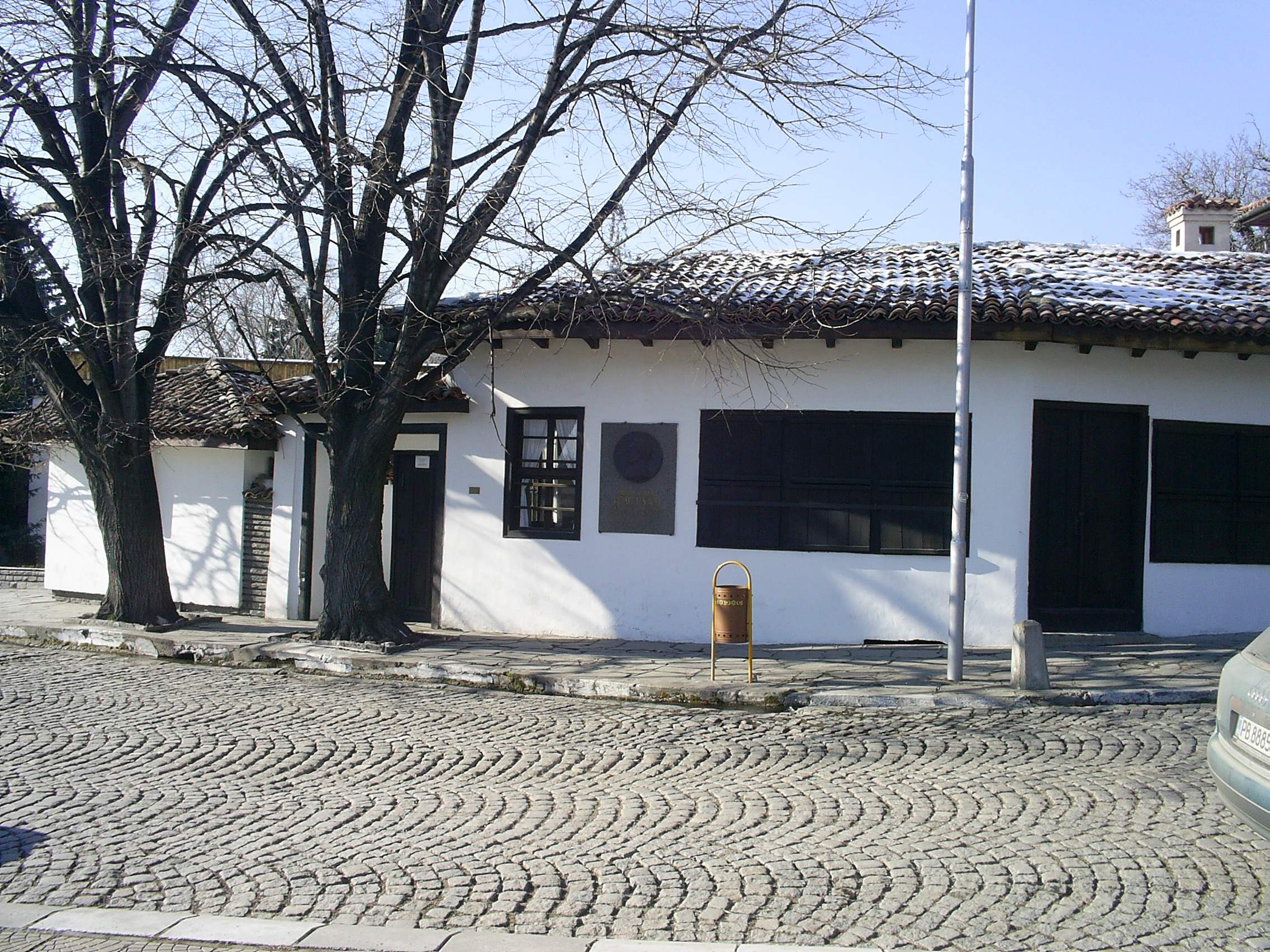
Iwan-Wasow-Museum in Sopot

Sopot (bulgarisch Сопот) ist eine Stadt in Zentralbulgarien und das Verwaltungszentrum einer gleichnamigen Gemeinde.
Sopot ist der Geburtsort des wohl bekanntesten bulgarischen Schriftstellers und Aktivisten der Bulgarischen Nationalen Wiedergeburt Iwan Wasow. Sopot ist ein Zentrum des Maschinenbaus.

## Geographie und Lage
Sopot liegt im westlichen Teil des Rosentals, 5 km westlich von Karlowo in der Oblast Plowdiw. Die Stadt liegt am Fuße des südlichen Balkangebirges, das hier auch Trojanski Balkan genannt wird, im Tal des Flusses Strjama, auf einer Höhe von 410 m. Die Stadt liegt 136 km östlich von Sofia, 63 km nördlich von Plowdiw und 61 km südlich von Trojan. In der Nähe von Sopot ist die untere Station des Sessellifts zur Berghütte Nesabrawka. Das ist der längste Sessellift auf der Balkanhalbinsel.
In der Gemeinde Sopot ist neben der Stadt Sopot nur noch das Dorf Anewo eingegliedert.

## Geschichte

### Frühgeschichte und Antike
Die Geschichte von Sopot als Siedlung begann von ungefähr 3000 Jahren. Archäologische Siedlungsspuren liegen bereits aus der Hallstattzeit (800 bis 475 v. Chr.), einem Abschnitt der älteren Eisenzeit, vor. Es besteht Grund zur Annahme, dass die Siedlungsgeschichte in Sopot noch älter ist, da in nur sieben Kilometer Entfernung von Sopot, im Dorf Dabene (bulg. Дъбене) Spuren und Goldschatz aus der Kupfersteinzeit gefunden wurden, die als Dabene-Kultur bezeichnet werden. Dieser Schatzfund (2005/2006) stammt aus der Bronzezeit und ist über 4000 Jahre alt. Er umfasst 15.000 Stückchen Gold, sowie Goldpulver, in dieser Zeit ein äußerst seltener Fund, mehr als 500 winzige goldene Ringe und einen Dolch aus eine Platin-Gold-Legierung.
Zur Zeit des Königreiches der Odrysen gab es mindestens drei Siedlungen auf dem Territorium der heutigen Stadt. Dafür sprechen Münzfunde von Münzen der thrakischen Herrscher Seuthes II. und Seuthes III., sowohl von Philipp II. von Makedonien, Alexander dem Großen, Philipp III. von Makedonien und von Lysimachos.
Außer Bronzemünzen wurden auch Silbermünzen gefunden, wie beispielsweise Nominal-Tetradradchmen.
In den darauffolgenden Jahrhunderten gab es keine Unterbrechung in der Siedlungsgeschichte, wie archäologische Funde in der Stadt und seiner Umgebung zeigen. Unter dem heutigen Stadtzentrum liegen massive römische Ruinen. Solche Ruinen finden sich auch in der Gegend Kajrjaka. Das sind Ruinen der sogenannten Festung Triagalnika („das Dreieck“). Sie hatte den Grundriss eines gleichseitigen Dreiecks.
Ebenfalls aus dieser Zeit stammt eine römische Nekropole, die 1988 innerhalb der Stadtgrenzen entdeckt wurde. Die in den Nekropolen gefundenen Münzen und Artefakte erlauben eine Datierung auf das 2. bis 5. Jahrhundert n. Chr.

### Bulgarisch-byzantinisches Mittelalter
Nach dem Einfall der Goten verschob sich die Siedlung nach Osten in die Gegend Sweta Troiza, wo vor allem Münzen und Gegenstände aus der Zeit von Kaiser Zenon und Kaiser Anastasios I. gefunden wurden.
Die Besiedlung dauerte hier bis zum 9./10. Jahrhundert an. Hier wurden auch Spuren eines Klosters gefunden. Diese stammen wahrscheinlich vom Vorgängerkloster des heutigen Männerklosters Wasnesenie Christowo („Wiederauferstehung Christi“).
Im 10. bis 11. Jahrhundert wurde die Siedlung und das Kloster an die heutige Stelle verlegt. Seit dieser Zeit gibt es die Kirche Sweta Bogorodiza (Obere Kirche), die heute in eine Kapelle umgewandelt wurde. Ein Teil der Bevölkerung blieb am alten Siedlungsort, in der heutigen Gegend Sweta Troiza, ein anderer Teil der Bevölkerung siedelte sich am Fuße der Festung Anewsko Kale an. So entstanden die drei zentralen Stadtviertel der mittelalterlichen Stadt Kopsis, die nach Angaben der byzantinischen Chronisten Georgios Pachymeres und Johannes Kantakuzenos der Hauptort der Besitztümer der Brüder Smilez, Wojsil und Radoslaw war. Andere Quellen geben jedoch Kran an. Smilez gelang es, den Thron der bulgarischen Zaren zu besteigen und von 1292 bis 1298 zu regieren.
Der Name der Stadt Kopsis, der in den byzantinischen Chroniken erwähnt wurde, war eine genaue griechische Entsprechung des altslawischen Namens Sopot.
Nach Konstantin Jireček ist der Ortsname Sopot urslawischen Ursprungs, da eine größere Zahl von Orten, die über die ganze slawische Welt verteilt sind, den Ortsnamen Sopot tragen. Der Name Sopot rührt von dem altslawischen Wort sopot her, das eine „künstliche Wasserrinne“ bezeichnet. Heute noch gibt es 27 ständig fließende Wasserquellen, die eine Wasserrinne in der Stadt speisten.
Die Osmanen, die Ende des 14. Jahrhunderts die Stadt eroberten, nannten sie Usun Schechir (zu deutsch: lange Stadt), da sich die drei Stadtviertel über 10 km hinziehen. Da die Stadt den Osmanen erbitterten Widerstand leistete, wurde sie bis auf die Grundmauern zerstört.
Der Name, wenn auch stark verstümmelt zu Gjopsa abgewandelt, blieb als Bezeichnung der Verwaltungseinheit (Nachija, Nahiya) bis zum Ende der osmanischen Herrschaft (1878) bestehen.

### Osmanische Herrschaft
Auch nachdem die Omanen die Stadt bereits zerstört hatten, misstrauten die Eroberer der Bevölkerung und gründeten 1483 in der Nähe auf dem Gebiet des Dorfes Suschiza die Stadt Karlowo, um sie zum Verwaltungszentrum der Nachija auszubauen. Im Zentrum von Karlowo steht noch heute die Kurschum-Moschee aus dieser Zeit.
Zur Sicherung des Unterhalts für die Kurschum-Moschee wurde 1479 eine islamische, religiöse Stiftung (Vakuf) eingerichtet – die „Vakuf von Ali Karlasade“, der die Gebiete rund um Karlowo übertragen wurden. Dort wurde erstmals auch Sopot erwähnt, wenn auch unter dem Namen Aktsche Kilise (Weiße Kirche). Mit diesem Namen ist die Stadt in allen osmanischen Steuerregistern (Tımar-Register) eingetragen. In dem Roman Unter dem Joch (1893; bulg. Под игото, Pod Igoto) von Iwan Wasow wird Sopot auch unter dem alten Namen Aktsche Kilise beschrieben. Die bulgarische Bevölkerung verwendete weiterhin den Namen Sopot, was auch aus erhaltenen Abschriften von Kirchenbüchern ersichtlich ist, von denen das früheste von 1585 stammt.
Bereits mit der Gründung von Karlowo begann der Streit um die Stadtgrenze zwischen Sopot und Karlowo. Der Streit erreichte 1633 seinen Höhepunkt, so dass Sultan Murad IV. persönlich eine Verordnung (Ferman) erlassen musste und Beamte aus Istanbul und Stara Sagora schickte, um die Grenzen zwischen Karlowo und Sopot festzulegen. Der Gebietsstreit wurde natürlich zugunsten des Vakufs, also Karlowos, entschieden.
Im Jahr 1665 wurde das Frauenkloster Wawedenie Bogoroditschno (bulg. Въведение Богородично) von der Nonne Susana gegründet. Das Kloster wurde in der Nähe der Chilendarski Metoche errichtet, das 1794 von Kardschali-Banditen niedergebrannt wurde. Die Bezeichnung Metoch blieb aber erhalten und auf das Frauenkloster übertragen, obwohl es sich nicht um eine Metoche handelt.
Hierher in diese Chilendarski Metoche kam auch Païssi von Hilandar und brachte seine Slawo-bulgarischen Geschichte, die viele Male abgeschrieben wurde. Von den Abschriften sind zwei späte Exemplare aus den Jahren 1828 und 1845 erhalten geblieben, die unter dem Namen Sopoter Änderungen der Slawo-bulgarischen Geschichte (bulg. Сопотски преправки на Отецпаисиевата история) bekannt sind.
Ab der Mitte des 16. Jahrhunderts hatte die Kirche Swera Bogorodiza eine Klosterschule und ein Skriptorium. Außer kirchlichen Büchern wurden hier auch Damaskini kopiert, das war eine Predigtensammlung des griechischen Bischofs Damaskenos Studites. Die Damaskenos-Schule existierte bis zur ersten Hälfte des 19. Jahrhunderts. Bis jetzt sind fünf Damaskini bekannt, die aus Sopot stammen.
Sopot wurde 1794, 1800 und 1807 von Kardschali-Räuberbanden (1792 bis 1804) niedergebrannt und zerstört. Die Anführer dieser Banden waren Chasan Okjusdschioglu, Stojan Indscheto und zum Schluss Emin Aga Baltal. Besonders zerstörerisch war der letzte Angriff von Emin Aga im Jahr 1807, bei dem ein großer Teil der Bevölkerung in verschiedene südliche und nördliche Städte des Balkangebirges wie Karlowo, Tetewen, Etropole, Sewlievo und sogar in die Walachei (Brașov, Galați, Bukarest) einwanderte.
In den folgenden Jahrzehnten erlebte Sopot einen wirtschaftlichen Aufschwung. Hier etablierten sich über 30 verschiedene Handwerksberufe. Unter anderem Glasherstellung (bereits seit dem 16. Jahrhundert) und Messerproduktion. Wegen der sich entwickelnden Heimindustrie wurde die Stadt zu dieser Zeit auch Gerdschik Sopot („Schönes Sopot“) und Kjutschuk Manchester („Kleines Manchester“) genannt. Die in Sopot produzierten Wollsocken wurden bis nach Bosnien und Herzegowina exportiert. Das erlaubte der Gemeinde, 1836 die dritte „neubulgarische Schule“ Bulgariens zu eröffnen. Sopot wurde während der bulgarischen Wiedergeburt (18./19. Jahrhundert) „Goldenes Sopot“ genannt, da sein Handwerk und Handel florierten. Die Einwohner von Sopot sponnen und flochten in Heimarbeit, stellten Felle und Leder von hoher Qualität her und trieben Handel, hauptsächlich innerhalb des Osmanischen Reiches.
Eine der größten bulgarischen Kirchen aus der Zeit der nationalen Wiedergeburt Bulgariens wurde 1845 bis 1846 in Sopot gebaut – die Kirche Sweti Apostoli Petar i Pawel (Untere Kirche), errichtet von Baumeistern aus Brazigowo. 1850 wurde eine Mädchenschule gegründet, die 1874 in eine vierklassige Schule umgewandelt wurde. 1870 wurde die Tschitalischte gebaut.
Sopot war ein wichtiges Zentrum im Wirken von Wasil Lewski. Er wurde am 24. November 1858 (nach altem Kalender) im Kloster Sweti Spas (Wasnesenie Christowo) unter dem Namen Ignatij als Mönch aufgenommen. Hier gründete Lewski noch 1869 eines der ersten Revolutionskomitees Bulgariens. Obwohl er in Karlowo geboren war, zog es ihn bei Besuchen der Region zu seiner Mutter nach Sopot.

### Neuere Geschichte
Das „Schöne Sopot“ ging in den Flammen des Russisch-Osmanischen Krieges (1877–1878) unter. Die Stadt wurde 1877 niedergebrannt und die Bevölkerung getötet oder vertrieben. Von der 6000-köpfigen Bevölkerung wurden über 900 getötet oder innerhalb von sechs Monaten von Hunger, Not und Krankheit dahingerafft, bis zur endgültigen, zweiten Befreiung der Stadt am 1. Januar 1878 (nach dem alten Kalender). Zwischen 1950 und 1965 trug die Stadt den Namen Wasowgrad (Вазовград) und wurde danach wieder in Sopot umbenannt.

## Wirtschaft
In der Region Sopot, die im Rosental liegt, werden in großem Stil Rosen zur Gewinnung von Rosenöl angebaut. Andere wichtige Betriebe sind:
- die Wasowsche Maschinenbau-Fabrik, ein Rüstungshersteller
- die Kugellagerfabrik, die seit 2002 zu SKF gehört,
- Pepper Modna Industrija (Nähindustrie).

In Sopot existiert eine unkonventionelle Form Steuerschuldner zum Zahlen zu verleiten. Die „Schwarzen Engel“, ein Männerchor bestehend zumeist aus ehemaligen Angestellten der ortsansässigen Waffenfabrik, besuchen den Schuldner und geben ein Ständchen und erinnern ihn so ans Zahlen.

## Sehenswürdigkeiten
Sopot gehört mit folgenden Sehenswürdigkeiten zu den 100 nationalen touristischen Objekten Bulgariens:
- das Frauenkloster „Wawedenie bogoroditschno“ (aus dem Jahr 1665),
- das Museumshaus Iwan Wasow,
- das Kloster „Sweti Spas“ und das Männerkloster von Sopot „Waswesenie Gospodina“ (in seiner jetzigen Form seit 1879)
- Anewsko Kale (eine Festung aus dem 13. bis 15. Jahrhundert)

In der Gegend Potschiwaloto liegt auf 1389 m die Zwischenstation des Sesselliftes zur Berghütte Nesabrawka im Balkangebirge. Von hier aus kann man gut mit dem Gleitschirm starten. In Sopot finden jährlich ein internationaler Wettkampf im Gleitschirmfliegen statt.

## Söhne und Töchter
- Nedelja Petkowa (1826–1894), bulgarische Erziehungswissenschaftlerin
- Iwan Wasow (1850–1921), Historiker, Schriftsteller, Politiker und einer der Aktivisten der Bulgarischen Nationalen Wiedergeburt
- Georgi Wasow (1860–1934), Generalleutnant, Politiker, Kriegsminister 1913
- Wladimir Wasow (1868–1945), Generalleutnant, Politiker, Bürgermeister von Sofia 1926-1932